# Province de Surat Thani
Surat Thani (en thaï : สุราษฎร์ธานี) est une province (changwat) de Thaïlande.
Elle est située dans le sud du pays. Sa capitale est la ville de Surat Thani.

## Subdivisions
Surat Thani est subdivisée en 19 districts (amphoe) : Ces districts sont eux-mêmes subdivisés en 131 sous-districts (tambon) et 1 028 villages (muban).
| 1. Mueang Surat Thani 2. Kanchanadit 3. Don Sak 4. Ko Samui 5. Ko Pha Ngan 6. Chaiya 7. Tha Chana 8. Khiri Rat Nikhom 9. Ban Ta Khun 10. Phanom | 1. Tha Chang 2. Ban Na San 3. Ban Na Doem 4. Khian Sa 5. Wiang Sa 6. Phrasaeng 7. Phunphin 8. Chai Buri 9. Vibhavadi |

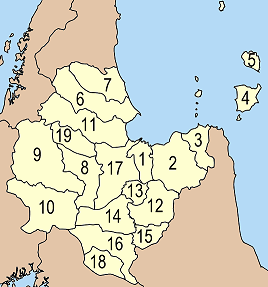
Carte des amphoe de la province de Surat Thani.

Les districts les plus connus correspondent aux îles touristiques de Ko Samui (4) et Ko Pha Ngan (5).

## Agriculture
La province de Surat Thani abrite le quart des plantations de palmiers à huile de la Thaïlande et la plupart des raffineries d'huile de palme.
Les plantations d'hévéa et la production de latex (caoutchouc naturel) sont aussi source de revenu pour des milliers de petits paysans.

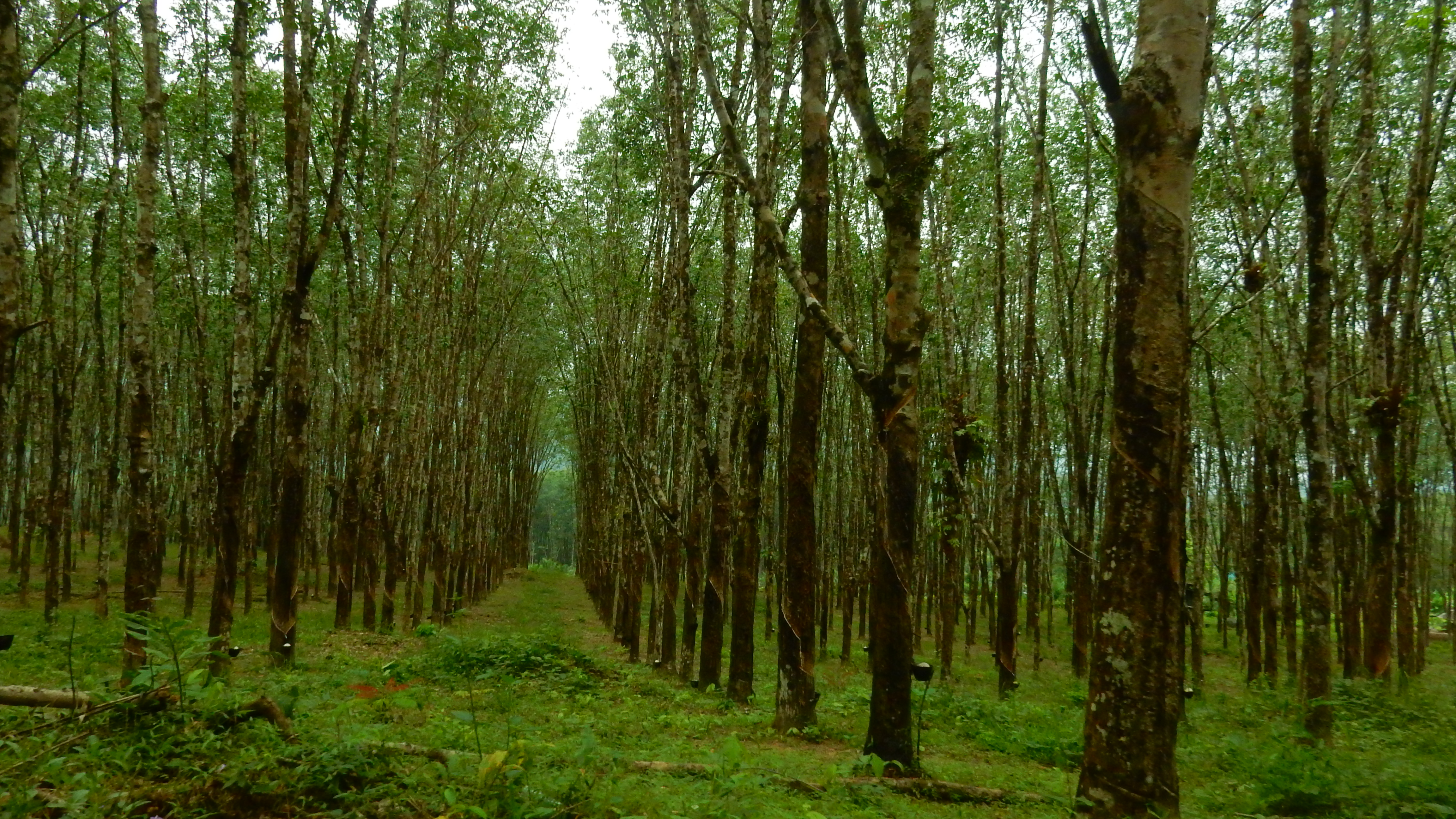
Plantation d'hévéas

## Parcs nationaux

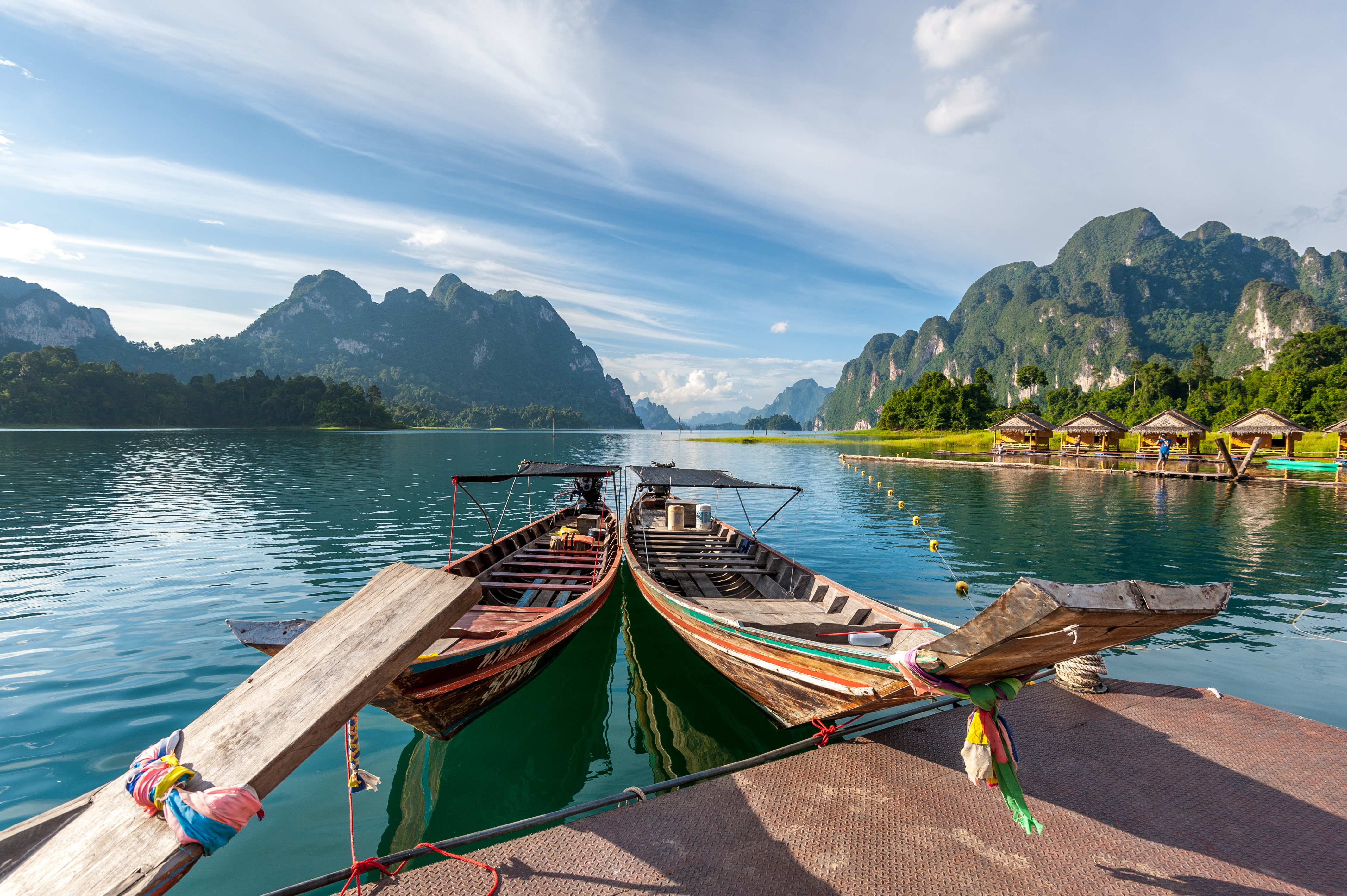
Parc national de Khao Sok

- Parc national de Khao Sok
- Parc national de Mu Ko Ang Thong
- etc.Parc national de Khao Sok